# Filozofia świata islamu
Filozofia świata islamu, filozofia muzułmańska (zwłaszcza dla średniowiecza używa się także niedokładnych określeń filozofia arabska, klasyczna filozofia arabska, średniowieczna filozofia arabska) – zespół tradycji filozoficznych kultywowanych na terenach objętych przez islam, przy czym nie zawsze zgodnych z islamską ortodoksją religijną.  
Powstała ona pod wpływem filozofii greckiej, syryjskiej i bizantyjskiej (zwłaszcza neoplatonizmu i arystotelizmu). Rozwijała się początkowo (od VIII wieku) na gruncie arabskim, pod wpływem interpretacji koranicznej i rozmaitych tradycji wschodnich (zwłaszcza perskich, koptyjskich, gnostyckich i żydowskich) w całym świecie islamskim, ale zwłaszcza z jednej strony w Iranie i krajach Azji Środkowej, z drugiej na Półwyspie Iberyjskim. Średniowieczna filozofia świata islamu powstawała przede wszystkim w języku arabskim, ale także w perskim. Wywarła ona, szczególnie dokonane na jej gruncie przekłady dzieł starożytnych, znaczny wpływ na rozwój średniowiecznej filozofii żydowskiej i filozofii średniowiecznej Zachodu. Na terenach objętych przez islam rozwinęła się także lub kontynuowała swój rozwój myśl chrześcijańska (zwłaszcza syryjska) i żydowska. Po okresie rozkwitu w średniowieczu, w czasach nowożytnych znaczenie myśli filozoficznej w świecie islamu zmniejszyło się. Filozofia świata islamu obejmuje także myślicieli muzułmańskich z Indii i Pakistanu, z Indonezji (wpływy mistyki jawajskiej) oraz myśl tatarsko-muzułmańską z Rosji XIX i XX w.  

## Średniowieczna filozofia muzułmańska
Filozofia muzułmańska rozwijała się na rozległych obszarach podbitych we wczesnym średniowieczu przez Arabów. Główne czynniki kulturowe scalające jej rozwój to religia (islam), przynajmniej początkowo jednolita sfera prawno-administracyjna, dość ściśle związana z religią, a także język arabski, również posiadający istotne znaczenie religijne. Prócz czynników jednoczących myśl islamską występowało jednak również wiele czynników różnicujących, wiele tendencji odśrodkowych, za sprawą których myśl islamska jest bardzo zróżnicowana geograficznie, historycznie i treściowo. Do czynników tych należy zwłaszcza rozpad kalifatu, związany z nim podział islamu na kilka konkurencyjnych nurtów, to, że islam opanował niezwykle zróżnicowane kulturowo i językowo obszary, z których wszystkie wywarły w różnym stopniu wpływ na kulturę świata islamu, różnorodność samych tradycji filozoficznych wpływających na islam (grecka i syryjska, perska, w mniejszym stopniu indyjska). Zdzisław Kuksewicz odchodzi od tradycji osobnego omawiania rozwijających się na terenie objętych przez islam filozofów wyznających islam, chrześcijaństwo, judaizm czy religie irańskie, motywując to tym, że wśród filozofów różnych religii na terenach objętych przez islam istniała jedność myśli i ścisła współpraca.  

### Główne ośrodki i periodyzacja
Na wskroś podziałów religijnych wyróżnić można trzy główne terytoria na terenach objętych przez islam, w których rozwijała się myśl filozoficzna. Są to tzw. „Zachód” (tj. Półwysep Iberyjski), tzw. „Wschód” (to jest Iran, Turkiestan i Irak) oraz Egipt. Na wszystkich tych terytoriach istniała ciągłość myśli filozoficznej odróżniająca je od pozostałych ośrodków oraz łączność historyczna i instytucjonalna. Pozostałe rejony świata islamu nie wydały znaczącej myśli filozoficznej.  
Na Wschodzie od początku silne były wpływy perskie, z biegiem czasu nasilające się coraz bardziej. Islam i tradycja arabska początkowo wywarły tu wpływ jednoczący, ustępowały jednak stopniowo językowi perskiemu. Także władza polityczna na tych obszarach przechodziła od Arabów do ludów irańskich oraz tureckich i mongolskich. Egipt znaczył w myśli mniej niż Zachód i Wschód, mimo że w pewnym stopniu starał się konkurować ze Wschodem. Od połowy IX do niemal końca XII wieku rządzony był przez władców ismailickich z dynastii Fatymidów, podczas gdy ludność była w większości sunnicka, co nie tworzyło sprzyjającej atmosfery dla rozwoju nauk. Na Półwyspie Iberyjskim filozofia rozwijała się wśród etnicznych Arabów, natomiast ludność berberska należała do niższych warstw społecznych. Różne są także przyczyny zmierzchu myśli filozoficzno-naukowej świata islamu na tych trzech obszarach, dokonującego się w ostatnich wiekach średniowiecza.  
W pierwszym okresie rozwoju myśli islamskiej (VII i VIII w.) wyżej opisany podział geograficzny nie jest jeszcze zaznaczony, ale też myśl ta nie osiągnęła wtedy jeszcze wysokiego poziomu. Brak różnorodności terytorialnej wiąże się z jednością państwa i zmierzającej do jedności, ukierunkowanej na podboje terytorialne pierwszych kalifów („kalifów sprawiedliwych”), nie popierających integracji arabskiej ludności islamskiej z nieislamską ludnością podbitą, podobnie zresztą jak późniejsza dynastia Umajjadów. Początkowo rozwinęła się tylko myśl teologiczna. Drugim okresem rozwoju myśli na Wschodzie jest panowanie Abbasydów (IX i X wiek), dbających o rozwój kultury. To dopiero za ich panowania rozwinęła się właściwa filozofia islamska. W trzecim okresie kalifat Abbasydów (od XI w.) ulega rozdrobnieniu politycznemu – znaczenie osiągają wtedy dynastie lokalne, jak syryjscy Hamdanidzi czy tureckiego pochodzenia Seldżucy. W rozwoju filozofii na Wschodzie można więc wyróżnić etap przedfilozoficzny, etap recepcji tradycji obcej i etap rozkwitu, po którym następuje etap upadku. Upadek ten wiąże się zwłaszcza z rozpadem całej sfery gospodarczej i politycznej na skutek najazdów, zwłaszcza najazdów mongolskich. Największe znaczenie ma tu zniszczenie przez Mongołów Bagdadu i jego bibliotek oraz późniejszy charakter ich panowania. Nie można jednak mówić o jakimś nagłym upadku filozofii na Wschodzie – przeciwnie, był to proces stopniowy, po którym zresztą nastąpiło odrodzenie na gruncie szyizmu myśli perskiej.  
Na Zachodzie filozofia rozwijała się w trzech okresach historycznych – w okresie wczesnym (jedności politycznej), okresie rozkładu politycznego i okresie panowania Almorawidów i Almohadów. Długi okres czwarty, kiedy na Półwyspie Iberyjskim istniało ostatnie państwo muzułmańskie, Emirat Grenady, nie wydał już myśli filozoficznej. Mimo że tak najazdy chrześcijańskie, jak i berberskie, oraz walki wewnętrzne wyczerpywały potencjał kultury islamskiej na Zachodzie, można tu, inaczej niż w przypadku Wschodu, mówić o końcu nagłym, który miał miejsce w wieku XII na skutek szybkich sukcesów tzw. rekonkwisty i emigracji Arabów. W Egipcie natomiast trudno mówić o jakiejś periodyzacji – filozofia rozwijała się tam niemal wyłącznie w wieku XI i XII i miała zawsze mniejsze znaczenie niż w pozostałych ośrodkach, stopniowo wygasając.  

### Początki myśli muzułmańskiej
W początkowym okresie rozwoju islamu (VII w.) kultura arabska ograniczała się zasadniczo do tradycji wyniesionych z Półwyspu Arabskiego, więc zwłaszcza tradycji beduińskiej i problematyki koranicznej, a kultura podbijanych terytoriów pozostawała dla niej obca. Terytoria te to Syria, Palestyna, Irak, Egipt, Afryka Północna, Półwysep Iberyjski, Iran, Turkiestan i zachodnie Indie – na terytoriach tych istniały wtedy przynajmniej cztery wielkie kultury – grecko-bizantyjska (przy czym w Egipcie, Syrii i na terenach przyległych znaczenie większe niż prawosławie miały kościoły przedchalcedońskie), łacińska (tylko nieznacznie zmieszana z elementami germańskimi), perska i indyjska. W czasie panowania Umajjadów kalifat arabski dopiero się organizował, a kontakt z cywilizacjami podbitych terytoriów był wciąż pobieżny. Panujący od 750 Abbasydzi wprowadzili, w dużej mierze planowo, nową politykę kulturalną, bardziej niż Umajjadzi podlegając wpływom obcym (początkowo zwłaszcza perskim). Mimo wrogości między Kalifatem a Cesarstwem Bizantyjskim, wytworzyły się stopniowo więzi między obu państwowościami, czasem nawet przyjazne relacje – kalif Al-Mamun utrzymywał z Bizantyjczykami żywe relacje kulturalne, Focjusz miał wielu przyjaciół wśród muzułmanów, uczeń Focjusza i patriarcha Konstantynopola Mikołaj Mistyk pisał do emira Krety, że „dwie światowe zwierzchności, saraceńska i rzymska” jako szczególnie wyróżniające się w świecie winny utrzymywać przyjazne relacje. Wpływ Focjusza polegał na wprowadzeniu do islamu alegorycznej metody interpretacji, zastosowanej przez muzułmanów do Koranu. Arabowie zaczęli się zapoznawać z pismami greckimi, upowszechnianymi i tłumaczonymi z aramejskiego na arabski zwłaszcza przez środowiska syryjskich monofizytów.  

#### Sytuacja społeczno-gospodarczo-polityczna w wieku VII i VIII
Starożytne kultury istniejące na Półwyspie Arabskim (Saba) i zhellenizowane lub poddane wpływom perskim plemiona jego północnych pograniczy (Nabatejczycy, Ghassanidzi) nie są dobrze znane i nie wywarły niemal żadnego wpływu na kulturę Arabów od powstania islamu. Półwysep Arabski, suchy i niegościnny, ukształtował koczowniczy tryb życia jego mieszkańców – beduini dzielili się na bitne, wojownicze plemiona. W wieku VII plemiona te osiągnęły stopień rozwoju umożliwiający powstanie większych wspólnot politycznych. Ta sytuacja historyczna i ich siła militarna umożliwiły ich zjednoczenie przez Mahometa i dalsze sukcesy wojskowe. Mahomet (570-632), pochodzący z plemienia Kurajszytów, w imieniu nowej religii zdołał zgromadzić wokół siebie wszystkie plemiona Półwyspu i rozpoczął najazdy na tereny Syrii i Palestyny.  
Po śmierci Mahometa nastąpił okres pierwszych kalifów, zwanych „kalifami sprawiedliwymi”, trwający do 661. Najważniejszym z nich był Umar, rządzący do 644, uznawany często za właściwego twórcę militarnej potęgi Arabów oraz struktury społecznej i politycznej wczesnego kalifatu. Kalifat rozwijał się niezwykle szybko – już w 635 Chalid ibn al-Walid odebrał Bizantyjczykom Syrię, z której rozpoczęła się ekspansja na zachód. W tym samym roku Arabowie zajęli mezopotamski Ktezyfon, stolicę Sasanidów. Atak na Egipt był koniecznością strategiczną po zajęciu Syrii, gdyż stacjonowała tam zagrażająca Arabom silna flota bizantyjska – w roku 649 padła Aleksandria, a następnie zajęto Trypolitanię. W sumie w okresie rządów kalifów sprawiedliwych Arabowie zajęli prawie cały Iran i znaczną część posiadłości bizantyjskich.  
Po panowaniu kalifów sprawiedliwych władzę przejęli Umajjadzi, panujący w latach 661–750. Wprowadzili oni nową politykę społeczną, czego wyrazem było przeniesienie stolicy z Mekki do Damaszku. Przejęcie rządów przez Umajjadów wiązało się z wielkim konfliktem w islamie i jego podziałem na dwie gałęzie – akceptujący aktualną władzę sunnizm i przeciwstawiający się jej szyizm, zgodnie z którym kalifami mogą być jedynie spokrewnieni z Mahometem Alidzi. Pierwszym kalifem umajjadzkim był Mu’awija I, który jeszcze jako rządca Syrii zajął Cypr, Kretę i Rodos przyczyniając się do zwycięstwa nad flotą Cesarstwa w Bitwie Masztów w roku 655. Rozpoczęło to drugą falę ekspansji terytorialnej Arabów. W latach 674 – 678 oraz 717 – 718 oblegali oni nawet sam Konstantynopol, zostali jednak po rocznym oblężeniu odparci, m.in. dzięki użyciu ognia greckiego przez Bizantyjczyków. Na wschodzie Arabowie zajęli wtedy wyznające buddyzm tereny Indii zachodnich (Sindh) i Turkiestan z mającymi odegrać znaczną rolę w dziejach muzułmańskiej kultury Bucharą, Samarkandą i Taszkentem, docierając aż do dzisiejszych granic Chin i Mongolii. Na zachodzie wyparli Bizantyjczyków z Afryki Północnej, zajmując Kartaginę, a następnie zwrócili się przeciw Berberom, docierając do Atlantyku. W 708 cała Afryka Północna znajdowała się pod panowaniem arabskim.  
W 711 stanowiące część armii dowodzonej przez Musę oddziały berberyjskie Tarika przeprawiły się na Półwysep Iberyjski. Stoczyły z panującymi tam Wizygotami bitwę nad rzeką Guadelete, w której, opuszczony przez wasali, zginął wizygocki król Roderyk. Berberowie szybko zajęli stolicę Gotów Toledo, Kordobę i Grenadę. Następnie jednak napotkały większy opór, przybyła więc im na pomoc armia arabska Musy, która w ciężkich walkach zajęła Merdidę i Sewillę. Do 731 władza chrześcijan utrzymała się już tylko w górach północnego zachodu Półwyspu. W 718 Arabowie przekroczyli Pireneje, zajmując Septymanię i Narbonę. W 721 Arabowie ponieśli klęskę w Galii, ale nie porzucili zamiarów jej podbicia. W 732 zajęli Bordeaux i skierowali się na Tours – w drodze jednak zostali zatrzymani przez władcę Franków Karola Młota, ponosząc wielką klęskę w bitwie pod Poitiers. Odtąd Arabowie poniechali prób ekspansji poza Pireneje.  
W okresie podbojów kalifat utrzymywał jedność polityczną, stanowiąc państwo o charakterze ściśle teokratycznym. Coraz częściej trapiony był jednak wstrząsami wewnętrznymi, zwłaszcza ze względu na działalność szyitów. Szyizm przyjął się zwłaszcza na Wschodzie, wśród Persów, którzy nie byli zadowoleni z panowania arabskiego. Dzięki pomocy Persów, wszystkich szyitów i muzułmanów niearabskiego pochodzenia w 750 kalifat Umajjadów upadł (zachowali oni władzę jedynie na Półwyspie Iberyjskim), a władzę przejęli spokrewnieni z Prorokiem Abbasydzi. Zmiana stosunków wewnętrznych, symbolizowana przez przeniesienie stolicy kalifatu z Damaszku na wschód, do Bagdadu, oznaczała koniec epoki podbojów i koniec dominacji politycznej najeźdźców z Półwyspu Arabskiego nad całym światem islamu, kres militarnego charakteru państwa muzułmańskiego, i nową politykę kulturalną i społeczną, polegającą na próbie syntezy kultury arabskiej z kulturą ludów podbitych i coraz szerszego ich udziału w aparacie państwowym. Przełom ten umożliwił recepcję myśli greckiej i w konsekwencji powstanie filozofii, sztuki i nauki islamskiej.  
Znaczenie dla rozwoju kultury islamskiej miało także to, że najazdy Arabów nie naruszyły struktury społeczno-gospodarczych podbitych terenów, nie wywołały też większych strat ekonomicznych. Cały bizantyjski aparat fiskalno-administracyjny zachowano na potrzeby armii arabskiej. Egipt i Syria były jej spichlerzem, działały też rozwinięte systemy irygacyjne i kontynuowano wymagające systematyczności i scentralizowanego zarządzania prace niezbędne dla ich utrzymania. Do najważniejszych upraw żywieniowych poza zbożami należały daktyle, figi, trzcina cukrowa (stanowiąca źródło bogactwa), winogrona, a nawet uprawiany w Iraku i nad Morzem Kaspijskim ryż. Turkiestan dostarczał bawełny, a Egipt lnu, w Iranie rozwinęła się natomiast uprawa morwy, niezbędna do hodowli przyjętego z Chin jedwabnika. Egipt dostarczał cennych henny i szafranu, a Iran kwiatowych esencji zapachowych. Na terenach zajętych przez Arabów istniało też wiele kopalni srebra i złota. W Mezopotamii, a przede wszystkim w Syrii, rozwinęła się metalurgia i produkcja broni (stal damasceńska). Fenicja dostarczała naczyń szklanych, Irak i Iran ceramiki. W 712, po zdobyciu Samarkandy, Arabowie poznali produkcję papieru (wpierw lnianego, następnie bawełnianego). Egipt i Transoksania produkowały wielkie ilości tekstyliów. Dzięki korzystnemu położeniu świata arabskiego i tradycjom rozwijał się handel – z Chinami, Indiami, Czarną Afryką, Bizancjum i portami Morza Śródziemnego, tak lądowy (karawany) jak i morski. We wczesnym okresie cała produkcja pozostała w rękach ludności podbitej, handel natomiast przejęli i znacznie rozwinęli Arabowie, mający w tej dziedzinie długie tradycje i opierający się na pochwale tego zajęcia głoszonej przez Mahometa.  
Za rządów kalifów sprawiedliwych trwała ścisła izolacja Arabów od ludności podbitej. Arabowie nie mieszkali w podbitych osiedlach, ale w odosobnionych obozach wojskowych, zachowując system społeczny przejęty z Półwyspu Arabskiego. Kalifowie sprawiedliwi ograniczali grabież i indywidualne posiadanie ziemi, znaczna część łupów wojennych przechodziła zaś na własność gminy wyznaniowej, nie poszczególnych jednostek. System ten, ujęty w tzw. „konstytucji Umara” miał na celu utrzymanie militarno-religijnego charakteru państwa, na dłuższą metę zamrażał jednak rozwój stosunków społeczno-gospodarczych, został więc zarzucony przez Umajjadów. Umajjadzi dokonali szeregu zmian, przekształcając kalifat w wielkie państwo o charakterze zbliżonym do feudalnego. Zmiany te to usunięcie rodu Proroka z kluczowych stanowisk wojskowo-administracyjnych, likwidacja konstytucji Umara i rozdzielenie ogromnych obszarów wśród zwolenników dynastii umajjadzkiej, pełniących rolę „wasali”, zniesienie federalizmu plemiennego na rzecz centralizacji, zniesienie obieralności kalifów i przekształcenie kalifatu w dziedziczną monarchię. Tytuł kalifa nie stracił jednak charakteru religijnego – także na kalifach umajjadzkich ciążył obowiązek cnotliwego życia i dobrej znajomości prawa koranicznego.  

#### Przekłady tekstów greckich i syryjskich
Za kalifatu Al-Mansura (754-774) zapoczątkowano szeroką akcję tłumaczenia dzieł greckich na język arabski. Znalazły one poparcie u Al-Mamuna (813-833), założyciela bagdadzkiej szkoły tłumaczy Bajt ul-Hikma (arab. dom mądrości). Na czele szkoły stanął jeden z pierwszych tłumaczy, syryjski chrześcijanin Hunajn Ibn Ishak. Jego prace kontynuowali syn, Iszak Ibn Hunajn, i siostrzeniec Hubajsz Ibn al-Hasan. Tłumaczyli oni nie tylko z aramejskiego, ale czasem także bezpośrednio z greki. Innym znanym tłumaczem był Costa ben Luka (Kuszta ibn Luka, zm. 923), arabski lekarz, tłumacz Arystotelesa, Plutarcha, Euklidesa i Herona z Aleksandrii, a także autor dzieła znanemu Zachodowi od XII wieku pod tytułem De differentia spiritus et animae, w którym usiłował wytłumaczyć pochodzenie duszy za pomocą fizjologii. Dzieło to cenione było m.in. przez św. Alberta i Rogera Bacona.  
Do przełomu IX i X w. tłumaczono przede wszystkim traktaty medyczne i pisma Arystotelesa – w następnych wiekach zakres tematyczny przekładów znacznie się poszerzył. W IX wieku przełożono czwartą i szóstą Enneadę Plotyna, którego znano dotąd z przekładu łacińskiego, nazywanego błędnie Teologia Arystotelesa, a także fragmenty Proklosa (Stoicheiosis theologike, znane w średniowieczu na Zachodzie jako przypisywana Arystotelesowi Liber de causis). Zaczęto przyswajać sobie także więcej filozofii perskiej i indyjskiej – ta ostatni wywarła wpływ zwłaszcza na rozwój matematyki i arabskiego platonizmu. W X wieku z Bagdadem zaczął rywalizować ośrodek w Basrze. Z końcem X wieku świat muzułmański znał już niektóre teksty przedplatońskie, całego Platona, większość zachowanych do dziś pism Arystotelesa (prócz Polityki), fragmenty stoików, wiele pism neopitagorejskich, a z filozofii naturalnej Galena, Euklidesa, Hipokratesa, Ptolemeusza i Archimedesa.  

#### Charakter wpływów zewnętrznych
W znacznie większym stopniu niż filozofia bizantyjska na rozwój myśli arabskiej wpłynęła myśl syryjska. Dla Syryjczyków – w odróżnieniu do Bizantyjczyków – filozofia nie tyle była ukoronowaniem nauk i mistyczną drogą do Absolutu, ale pomocą metodologiczną w rozwiązywaniu sporów religijnych. Dlatego też większe znaczenie niż metafizyka miał dla niej Organon (logika). W związku z tym filozofia arabska rozwijała się początkowo wolniej niż literatura, matematyka, muzyka, fizyka, czy medycyna arabska. Mimo pewnego liberalizmu Abbasydów, nie można zapominać, że grecki tryb życia i grecka wiedza pozostawały ważne przede wszystkim dla wąskich kręgów intelektualnych i dworskich i były obce i podejrzane dla ortodoksji islamskiej. Na skutek wpływu syryjskiego i poglądu, że sama religia wystarczająco zapewnia człowiekowi wszystko, co mu potrzebne do życia, arabski fajlasuf (filozof) często popadał w konflikt między wiarą i rozumem. Prześladowań doświadczyli m.in. Al-Kindi (spalenie ksiąg), potępiony Al-Farabi, Awicenna czy skazany na wygnanie Awerroes.  
Obok wpływów syryjskich i bizantyjskich znaczenie mają także różnorakie wpływy wschodnie. Z wpływów wschodnich korzystał także neoplatonizm i neopitagoreizm, łatwa więc była ich synteza z nimi, zwłaszcza w muzułmańskiej mistyce i kosmologii, a także w rozwiniętych praktykach magicznych. Pochodzenie tych tradycji jest często niepewne, nieraz dorabiały sobie one same długie i fałszywe tradycje, by okryć się nimbem tajemniczości. Zaliczyć można do nich wpływy religii irańskich, teologiczne koncepcje hinduskie, żydowski monoteizm, rozmaite wizje gnostyckie, zwłaszcza pochodzące z Egiptu, takie jak wyobrażenie Chrystusa-Eonu. Wszystkie te prądy odbiły się przede wszystkim na islamskiej heterodoksji.  

#### Pierwsi filozofowie i teolodzy
Pod wpływem przekładów z czasów Al-Mansura i całej względnie liberalnej polityki gospodarczej i kulturalnej dążących do integracji muzułmańskiego państwa Abbasydów religijno-wyznaniowy świat arabski zaczął otwierać się na zachodni racjonalizm, a wiarę zaczął ujmować pojęciowo. Pierwsze muzułmańskie spory religijne, którym można przypisywać dążenie do pojęciowego charakteru, pojawiły się już na przełomie VII i VIII wieku. Jednymi z pierwszych arabskich myślicieli byli Wasil Ibn Ata (699-748) i syn szyickiego imama Dżafara As-Sadika Ismai'l (zm. ok. 765).  

##### Mutazylici
Wasil Ibn Ata jako jeden z pierwszych zapoznał się z grecką filozofią. Po zapoznaniu się z nią wystąpił przeciw muzułmańskiej ortodoksji, zwłaszcza przeciw swojemu nauczycielowi Hasanowi al-Basri (642-728). Utrzymywał, że skoro Bóg jest Absolutem, nie można mu przypisywać szczegółowych atrybutów, o których mówi Koran, a które są jedynie wytworami myśli ludzkiej. Wbrew Koranowi zaprzeczał także predestynacji, przyznając człowiekowi całkowicie wolną wolę jako konsekwencję konieczności ludzkiej odpowiedzialności za czyny. Ostatecznie uznał świętą księgę islamu za spisaną w czasie, a nie wieczną, a więc za podległą krytycznej interpretacji, zapoczątkowując w ten sposób działalność mutazylitów.  
Według tradycji Hasan al-Basri wyróżniał na podstawie Koranu 99 atrybutów Boga (Allaha), uznając je za przynależne jedynie Jemu, przysługujące mu realnie i wchodzące w skład jego istoty. Wszystkie inne niż te koraniczne atrybuty Boga cechy są cechami rzeczy stworzonych, zależą wyłącznie od Allaha i mają czasowy charakter. Wasil Ibn Ata z pozycji racjonalistycznych zaprzeczył tym twierdzeniom Hasana, uznając atrybuty Boga za jego wytwory, nie przyznając im współwieczności z Nim. Twierdzenia Wasila były otwartym wystąpieniem przeciw ortodoksji, które afirmował słowami ana mutazilum minkum (arab. oto ja oddzielam się od was). Od słowa mutazila (arab. oddzielenie) powstała nazwa kierunku filozoficzno-teologicznego utworzonego przez zwolenników Wasila, mutazylitów. Najwybitniejszymi przedstawicielami mutazylizmu byli Abu al-Huzajl al-Allaf (zm. 841?), An-Nazzam (782-836), Biszr Ibn al-Mu’tamir (zm. 825), Mu’ammar (zm. 842), Al-Dżahiz (zm. 869), Abu Ali Muhammad al-Dżubba’i (ok. 848 – 915) i jego syn Abu Haszim Abd al-Salam al-Dżubba’i (861 – 933), oraz podsumowujący nauczanie szkoły Abd al-Dżabbar (zm. 1025) i jej ostatni wybitny przedstawiciel Az-Zamachszari (zm. 1144). We wczesnym okresie swojego rozwoju mutazylici stali w ostrym sporze z muzułmańską ortodoksją – wraz z rozwojem myśli islamskiej spór ten jednak stopniowo słabł, a mutazylizm pozostając na marginesie życia religijnego dostarczał islamowi spełnienia potrzeby racjonalizacji wiary, upowszechniając tym samym filozofię i jej zastosowanie do badań szczegółowych, tj. dostarczając im logiki i metodologii. Na gruncie doktryny podstawowym sporem pozostawało zagadnienie statusu atrybutów Boga, ujmowanych coraz częściej nie teologicznie, a filozoficznie – zaczęto je rozumieć jako uniwersalia, pojęcia ogólne. Rozumiane jako pojęcia ogólne atrybuty traktowano podobnie jak w zachodnim nominalizmie – traktowano je jako wyłącznie nazwy istniejących w rzeczach właściwości, odmawiano im istnienia realnego, uznawano za twory czasowe i istniejące wyłącznie w umyśle, które w orzekaniu o Bogu przenosi się dopiero na Boga. Paradoksalnie, mimo daleko posuniętego racjonalizmu tej doktryny, powodowało to podkreślenie ograniczoności ludzkiego poznania, jako że umysł nie może mieć dostępu do istoty rzeczy stworzonych i Boga, ale dysponuje jedynie złudnymi konstruktami, którymi stara się określać przedmioty jednostkowe. Do samych przedmiotów jednostkowych (którym jedynie, jak w nominalizmie, przysługuje istnienie realne) nie ma jednak dostępu i nie może nic o nich prawdziwie orzekać. Tworzenie tych konstruktów (nazw) pojmowano natomiast jako subiektywne i umowne obrazy powstające w umyśle na drodze zestawiania jednostkowych części przedmiotów.  
Sądzi się czasem, że te doktrynalne spekulacje podejmowane przez mutazylitów nad naturą atrybutów Boga powstawały nie same dla siebie, nie ze względu na przekonanie o samoistnej wartości czystej metafizyki, ale ze względu na to, że mogły stanowić podbudowę dla metodologii. Skoro bowiem wszelkie orzekanie o Bogu za pomocą nazw jest orzekaniem wyłącznie za pomocą wytworów umysłu ludzkiego, to także sam Koran, jako orzekający o Bogu za pomocą nazw nie może być, jak chce islamska ortodoksja, współwieczny z Bogiem, ale musi być od niego późniejszy, musi stanowić wytwór umysłu ludzkiego, a jako taki, jak każda ludzka myśl, musi być niedoskonały i dostępny rozbiorowi krytycznemu. Mutazylici nie negowali tego, że Koran został objawiony przez Boga, a tylko przypisywali mu czasowy charakter odmawiając mu współwieczności z Absolutem. Pogląd taki umożliwił rozwój alegorycznej interpretacji Koranu – w przypadku, gdy jest on niezgodny z rozumem, należy tłumaczyć go przenośnie. W ten sposób mutazylici stworzyli metodologię badań filozoficznych, którą zastosować można było i którą zastosowano także do badań przyrodniczych.  

##### Aszaryci
Mniej radykalni niż mutazylici byli aszaryci, których eponimicznym założycielem był Abu al-Hasan al-Aszari (ok. 874-936). Do czterdziestego roku życia był on mutazylitą, uczniem Abu Ali Muhammada al-Dżubba’iego, jednak ostatecznie stwierdził, że jego mistrz pozostaje w błędzie i stworzył własną doktrynę teologiczną, w której przechowało się jednak wiele pozostałości mutazylizmu. Późniejsi ważni przedstawiciele aszaryzmu to m.in. Al-Bakillani (zm. 1013), Al-Dżuwajni (zm. 1085), najważniejszy z nich, Al-Ghazali (ok. 1058 – 1111), oraz Al-Idżi (zm. 1355).  
Jedną z najbardziej istotnych cech myśli tego nurtu jest determinizm, który umożliwił im recepcję stoicyzmu. Aszaryci wierzyli, że wszystko w świecie jest z góry ustanowione i kierowane przez Boga, w związku z czym najbliższą im ontologią był wzorowany na starożytnym atomizm. Każda rzecz stworzona składa się z pewnej określonej liczby identycznych atomów, różnice jakościowe między nimi wyznaczane są przez ich konfiguracje, a ich istnienie i przemijanie polega na łączeniu i dzieleniu się atomów. Konsekwencje etyczne tej ontologii umożliwiają filozoficzne, racjonalne ugruntowanie ortodoksyjnej muzułmańskiej tezy, że wszystko na świecie dzieje się z woli Allaha, której ludzie powinni być bezwzględnie poddani. Człowiek jest więc biernym narzędziem Boga. System ten Al-Aszari połączył z sunną w spójną, złożoną doktrynę teologiczną. Deterministyczna koncepcja przyczynowości pozwoliła tu pogodzić racjonalną myśl z Koranem, ale także afirmowała przyczynowe, racjonalne wyjaśnianie zjawisk, które jako w pełni zgodne z nim było uważane nawet za równe mu.  

##### Ismailici
W ismailizmie, odłamie szyizmu stanowiącym żywą do dziś grupę religijną, znalazły wyraz pierwsze islamskie tendencje platońskie i mistyczne, zwracające uwagę bardziej na treść Koranu niż na jego status i związane z nim zagadnienia metodologiczno-logiczne. Ich celem było pogodzenie rozumu i wiary przy jednoczesnym zachowaniu ortodoksji dla dobra i jedności całego islamu. Starali się oni trzymać uznawanych za objawione prawd tej religii, przypisując im jednak znacznie ezoteryczne. W rozumieniu zadań filozofii istniały platońskie koncepcje elitarystyczne – filozofia miała być islamem „dla wybranych”, pogłębionym, a nauczanym i przekazywanym odpowiednio do stopnia zaawansowania intelektualnego wyznawców. Ismailici skojarzyli koncepcję Jedna zawartą w Ennedach Plotyna z podstawowymi monoteistycznymi zasadami Koranu (jedności Boga, Proroka i prawdy). Na wzór Plotyna utworzyli też emanacyjną metafizykę: podstawową jednością jest Bóg, jego emanacją jest Jedność wtórna – rozum powszechny, z której wyłania się i w której skład wchodzi wielość rzeczy. Trzecia postać Jedności to „dusza świata”, wywodząca z siebie dusze ludzkie i jako umysł czynny kształtująca bierną materię. Dusza świata kształtuje także hierarchicznie, warstwowo uporządkowany wszechświat, którego ostatnią warstwą jest Ziemia. Podobną konstrukcję ismailici przypisali samemu islamowi: Jedno jest analogiczne do jedyności samego Allaha, rozum powszechny jest analogiczny do Proroka i jego następcy Alego jako jedynego rzecznika jedynej prawdziwej wiary, do duszy świata analogiczni są imamowie i wszyscy uczeni krzewiący wiarę. Stąd w ismailizmie intelektualizm, wielki szacunek do wszystkich uczonych i filozofów oraz szczególna pozycja imamów, którym przypisywano znajomość ezoterycznej strony objawienia i którym jako jedynym pozwalano ostatecznie interpretować Koran.

### Dojrzała filozofia muzułmańska
Rozwój wiedzy przyrodniczej i coraz szersza znajomość filozofii starożytnej doprowadził do fermentu intelektualnego w świecie islamskim, zwłaszcza do konfliktu między wiedzą religijną opartą na islamskim objawieniu a filozofią. Coraz częstsze w myśli islamskiej było odchodzenie od ortodoksyjnej religijności na rzecz racjonalizmu (czego skrajnym przykładem jest myśl Rhazesa), a także mistycyzmu i ezoteryzmu.  
Na muzułmański racjonalizm największy wpływ wywarły przekłady pism Arystotelesa i Platona. Arystotelesowski Organon, Metafizyka i Arystotelesowskie pisma przyrodnicze dały światu islamskiemu możliwość metodologicznego ugruntowania wiedzy faktograficznej. Arystotelizm w islamie jest słabiej oddzielony od platonizmu niż w kulturze łacińskiej i greckiej. Przyczyną tego stanu rzeczy jest m.in. to, że muzułmanie błędnie przypisali Stagirycie neoplatońskie dzieło Teologia Arystotelesa, w którym dopatrywali się rozszerzenia arystotelesowskiej metafizyki o aspekty spirytualistyczne i które uznawali za zgodne z treściami Metafizyki. Dla myślicieli pochodzących z Syrii, którzy wywarli ogromny wpływ na filozofię świata islamu, neoplatonizm był nie tylko podstawową doktryną filozoficzną, ale też symbolem racjonalizmu greckiego – ich wpływy ogarnęły także muzułmańskich arystotelików, którzy często interpretowali wszystkie dzieła Arystotelesa w duchu Platona. Te obecne w filozofii islamskiej próby trwałego pogodzenia sprzecznych poglądów Platona i Arystotelesa doprowadziły do stałej oscylacji między elementem mistycznym i racjonalnym, czasem do zaprzepaszczania elementu racjonalnego w skomplikowanej interpretacji ezoterycznej i do wielu, czasem jałowych, sporów teologicznych.  
Głównym ośrodkiem islamskiego arystotelizmu był Bagdad, skąd szerzył się on na cały świat muzułmański. Dzięki poparciu rezydujących w Bagdadzie Abbasydów uczeni muzułmańscy mieli możliwość otwartego, krytycznego prowadzenia badań. Chociaż bagdadzcy arystotelicy nie zwalczani wprost ortodoksji islamskiej, ani nawet nie odżegnywali się od niej, to nie była ona głównym celem ich dociekań. Ze względu na szeroki zakres działalności filozoficznej Arystotelesa, także u islamscy arystotelicy prowadzili wielodziedzinowe badania, uwzględniając szczególnie wiedzę przyrodniczą. Zajmowali się także etyką, psychologią i analizami życia politycznego.  

#### Rhazes
Rhazes (Muhammad-Abu Bakr ibn Zakarija ar-Razi, ok. 865-925) był jednym z najwybitniejszych lekarzy średniowiecznego świata islamu, autorem licznych dzieł medycznych, w tym wielu tłumaczonych na łacinę. Był on symptomatycznym przedstawicielem panującej w okresie formowania się dojrzałej filozofii świata islamu tendencji do odchodzenia od ortodoksji. Jako filozof zajmował się przede wszystkim przyrodą, był materialistą zbliżającym się do ateizmu. Uznawał, że objawienie i nauka imamów nie dają się w żaden sposób pogodzić z rozumem. Wyznawał atomizm Demokryta, któremu jednak nie przydawał żadnej religijnej ani alegorycznej interpretacji. Zajmował się też zagadnieniem powstawania i ginięcia, odróżniając z jednej strony niezmienne podłoże rzeczywistości jaki stanowi czas, dzielony na absolutny i względny, oraz przestrzeń, także dzielona na absolutną i względną, od zmiennego wszechświata. Zmienne dla Rhazesa są także byty duchowe, uznane za zależne od przestrzeni i czasu. Objawienie i Koran nawet jeśli zawierają jakieś pierwiastki duchowe nie są dla Rhazesa czymś wiecznym i niezmiennym.  

#### Platonizm

##### Ibn Masarra
Ibn Masarra (ur. 883 r., zm. 931 r.) był radykalnym neoplatonikiem, budującym metafizykę na neoplatońskim emanatyzmie. Do neoplatonizmu włączał syntetyzujące się z nim często już dawniej elementy manicheizmu i bliskowschodniego okultyzmu. Początek wszystkiego, co istnieje upatrywał w ezoterycznie rozumianym Prabycie, który można interpretować jako element boski, z którego wyłoniła się pierwotna materia, o charakterze duchowym i świetlistym. Materia świetlisto-duchowa wydaje z siebie kolejne emanacje – anima mundi, dusza świata, z której wyłania się duch świata przyziemnego, z którego kolejno wyłaniają się dusze wegetatywne i zwierzęce, czysto duchowe, i wreszcie dusze rozumne. Wszystkie te duchy złączone są z duchem świata za pomocą uniwersalnego prawa miłości. Prawu miłości przeciwstawia się również wywodząca się z duszy świata kierująca się prawem nienawiści przyroda, która wprowadza w Bycie wielość i zróżnicowanie.  
Na tej inspirowanej manicheizmem podstawie metafizycznej Ibn Masarra utworzył także etykę i antropologię. Inspiracja manichejska polega u na wizji Bytu jako ciągłego sporu między przeciwstawnymi siłami – złem a dobrem, ciemnością a świetlistością. Pod wpływem kierowanej prawem nienawiści przyrody poszczególne dusze odwracają się od prawa miłości i jedności z duszą świata i zwracają do tego, co zewnętrzne (zwłaszcza tego, co zmysłowe – także potępienie zmysłowości stanowi tu manichejską inspirację), co jest występkiem moralnym. Dusza świata umożliwia jednak im powrót do siebie, inspirując wybrane, natchnione jednostki do wzniecania kultu religijnego. Koncepcja wybrańców tworzących kulty religijne inspirowana jest legendą otaczającą w islamie Mahometa, chociaż sama w sobie odległa jest od ortodoksji muzułmańskiej. Filozofia Ibn Masarry nie jest jedynie czystą spekulacją o ezoterycznym charakterze, ale zawiera w sobie silny element racjonalistyczny. W odróżnieniu od tendencji czysto religijnych, opartych na fideizmie i legalizmie, mamy tu do czynienia ze zbliżoną do gnostycyzmu próbą poznania sensu rzeczywistości. Nie oznacza to jednak, by racjonalizm ten miał charakter logiczny – przeciwnie, rozum pojmuje się tu po neoplatońsku jako coś duchowego, mistycznego i zbawczego, co prowadzi do licznych niespójności i trudności logicznych – postawie takiej sprzeciwiał się zwłaszcza fideistyczny platonizm Al-Ghazalego.  

##### Algazel
Al-Ghazali (Abu Hamid Muhammad ibn Muhammad at-Tusi-asz-Szafi, 1058-1111) pochodził z miejscowości Tus położonej w Chorasanie. Pobierał nauki w różnych miejscowościach, w Tus, w nadkspijskim Gurganie, od 1077 uczył się w słynnej szkole Nizamijja w perskim Niszapurze, jego nauczycielem był al-Dżuwajni, jeden z największych teologów muzułmańskich swoich czasów. Po śmierci nauczyciela w 1085 udał się na dwór seldżuckiego wezyra Nizama al-Mulka, gdzie mimo młodego wieku został powitany z wielkimi honorami. Nie wiadomo na pewno co robił między 1085 a 1091, prawdopodobnie nie nauczał w Niszapurze, ale pozostawał na dworze sułtana. Nizam Al-Mulk w 1091 skierował go do szkoły Nizamijja w Bagdadzie. Opuścił ją w 1095 by przenieść się do Syrii, gdzie wypracował podstawy swojego systemu. W 1105 na krótko powrócił do szkoły w Niszapurze aby zwalczać wykładami tamtejszych arystotelików, opuścił ją jednak wkrótce by zostać pustelnikiem w rodzinnej miejscowości Tus, w której pozostał do końca życia.  
Już w młodości zetknął się z sufizmem, któremu pozostał wierny do końca życia. Z sufickiej mistyki i ascezy przejął silną niechęć do reprezentowanego przez arystotelizm racjonalizmu logicznego i braku zaufania do wiary i prawd objawionych. Jednocześnie w swojej krytyce filozofii i logiki nie stronił od metod logicznych i filozoficznych, w czym przypomina filozofię mistyczną Bernarda z Clairvaux i jego spór z Abelardem i dialektyką. Świadczą o tym już same tytuły najbardziej znanych czterech spośród wielu jego dzieł: Al-Munkidh min ad-dalal [Wybawiciel z błędu], Ihya ulum ad-din [Ożywienie nauk religijnych], Makasid al-Falasifa [Cele filozofów] i Tahafut al-falasifa [Sprzeczności filozofów], znane też pod łacińskim tytułem Destructio philosophorum.  
Neoplatonizm dostarczył Al-Ghazaliemu aparatu umożliwiającego potwierdzenie racjonalności jego wiary – potwierdzenie to nie miało jednak mieć charakteru czysto rozumowego, ale miało być oparte na przekazanym przez Boga doświadczeniu wewnętrznym. W przygotowaniu umysłu do przyjęcia tego doświadczenia miały pomóc promowane tak przez Plotyna, jak i przez muzułmańskich derwiszów praktyki ascetyczne. Praktyki te miały doprowadzić umysł do uświadomienia sobie własnej małości, co miało umożliwić pokorne i pełne otwarcie się człowieka na boże oświecenie. Tak filozofowie, jak i ortodoksyjni, racjonalistyczni teolodzy krytykowani przez Al-Ghazalego w Sprzecznościach filozofów posługują się tylko omylnym, a więc stale wiodącym do sprzeczności rozumem – jedyną drogą, która może doprowadzić do pewnego poznania jest więc dla niego wyłącznie nie posługujące się nim doznanie mistyczne. Te poglądy doprowadziły Al-Ghazalego do ostrego konfliktu z empirycznym arystotelizmem, modnym wśród uczonych arabskich jego czasów. Al-Ghazali uznawał interpretację Koranu za pomocą pojęć greckiej filozofii za odwodzące od wiary, która w całości zawarta jest w samym Koranie. Ostatecznie zrozumieć Koran może człowiek dopiero po śmierci, przed obliczem Boga. Z tego powodu współcześni świeccy intelektualiści muzułmańscy oskarżają go o zatrzymanie rozwoju myśli w świecie islamu, jaki nastąpił od XIII w.
Duże znaczenie dla filozofii Al-Ghazalego ma jego koncepcja przyczynowości, na której próbuje on zbudować obronę muzułmańskiej ortodoksji przed filozofią arystotelesowską. Pierwszą i jedyną przyczyną wszystkiego, co istnieje, jedynym bytem koniecznym, jest według niego Bóg. Wszystko co istnieje objęte jest uniwersalnym prawem przyczynowości, wszystko zdarza się wyłącznie na mocy Jego utajonego zamysłu i woli. Wynika stąd wniosek, że człowiek nie realizuje własnej woli, ale w istocie wyłącznie zamysł i wolę Boga. Ponadto skoro człowiek nie zna myśli Boga, nie ma on też możliwości poznania skutków i przyczyn rzeczy, od których wyłącznie są one zależne – dlatego też właśnie wszystkie wysiłki poznawcze na drodze rozumu i empirii są próżne, a jedyną możliwością poznania pewnego jest całkowite zdanie się na bożą wolę.  

#### Arystotelizm

##### Al-Kindi
Al-Kindi (Abu Jusuf Jakub ibn Ishak al-Kindi, ok. 800-873) był synem gubernatora mezopotamskiej Kufy, jednego z najważniejszych miast średniowiecznego świata islamu. Był pochodzenia arabskiego, nazywa się go często „filozofem Arabów”. Nauki pobierał w Bagdadzie i Basrze, gdzie związał się z mutazylitami. Podjął, prawdopodobnie w bagdadzkiej szkole Bajt al-Hikma, badania nad tekstami greckimi, hinduskimi i perskimi. Gruntownie znał Arystotelesa i to jemu świat muzułmański zawdzięcza jego pogłębioną recepcję. Pisał bardzo wiele (wylicza się, że mógł napisać nawet 200 dzieł), choć z większości jego pism znamy tylko tytuły. Spośród zachowanych, 23 traktują o geometrii, 32 o astronomii i astrologii, 8 o muzyce i arytmetyce, 10 o optyce, 23 o medycynie, 5 o psychologii, 14 o meteorologii i 14 o kwestiach politycznych. Dzieła te nie mają charakteru jedynie skrótów i komentarzy, ale zbierają też rezultaty własnych badań al-Kindiego, poszerzających i poprawiających osiągnięcia greckie. Pomimo prób godzenia ortodoksji wyznaniowej z postawą przyrodnika, Al-Kindi naraził się na potępienie ze strony środowisk religijnych – został posądzony o „helleńskie pogaństwo” i siłą pozbawiony swoich dzieł.  
To właśnie Al-Kindi stał się przyczyną występującego w filozofii islamskiej słabego rozróżnienia między platonizmem a arystotelizmem – co ma znaczenie także dla samej jego myśli. Dzięki jego staraniom przetłumaczono w Bagdadzie Teologię Arystotelesa. To neoplatońskie, mistyczne dzieło było kompilacją opartą przede wszystkim na Ennedach Plotyna, występują w nim też fragmenty uznawanego przez Arabów za arystotelika Porfiriusza, autentycznych pism Arystotelesa i innych pism. Al-Kindi za głównego autora uznał Arystotelesa, a Platonowi przypisał współautorstwo. Dlatego też w jego filozofii obok czysto arystotelesowskiej metafizyki i empirycznej fizyki pojawia się platońska mistyka, a w momencie, gdy filozof odbiega od zagadnień przyrodniczych, tzn. tam, gdzie chce godzić rozum i wiarę, łączy stanowisko racjonalne z wieloma irracjonalnymi treściami. Ten sposób myślenia wywarł wielki wpływ na całą filozofię świata islamu, a za jej inspiracją także na średniowieczną filozofii Zachodu. Również kosmologia i psychologia Al-Kindiego pozostają pod wpływem platońskim – kosmologia opiera się na Timajosie, psychologia na Fedonie. Pozostałe aspekty filozofii platońskiej miały natomiast dla Al-Kindiego o wiele mniejsze znaczenie.  
Podstawowymi dziedzinami myśli filozoficznej, które uprawiał Al-Kindi, są epistemologia i filozofia umysłu. Al-Kindi główny warunek prawidłowego poznania upatrywał w jego zmatematyzowaniu – dzięki matematyce umysł ludzki może w pełni rozwinąć swoje możliwości poznając to, co najbardziej ogólne, czyli właśnie to, czym matematyka się zajmuje. Al-Kindi za Arystotelesem widział w filozofii przede wszystkim poznanie ostatecznej prawdy i najwyższych rzeczy, filozofię pierwszą (al-Falsafa al-ula), więc sądząc, że to matematyka mówi o tym, co ostateczne i najbardziej ogólne, to w niej właśnie dostrzegał możliwość najwyższego poznania. Na tym poglądzie oparł swoją filozofię umysłu, zachowaną głównie w łacińskim przekładzie Gerarda z Kremony De intelectu et intellecto. Wyróżnił cztery rodzaje umysłu: umysł pierwszy – czynny, umysł drugi – bierny, umysł trzeci – wyrażający się w rozwoju myślenia i umysł czwarty – stanowiący sam proces myślenia. Umysł czynny to umysł o charakterze ogólnym, przypisany do wszystkich ludzi jako rodzaju ludzkiego, mający charakter samoistnej substancji duchowej i pozostający aktywnym niezależnie od czasu i miejsca. Umysł bierny to umysł przysługujący stale każdemu jednostkowemu człowiekowi, całkowicie zawdzięczający swoją aktywność umysłowi pierwszemu. Umysł trzeci zależy jednocześnie od pierwszego i drugiego – jest on rozwojem ludzkiego myślenia, tym, w co ono się wzbogaca dzięki ludzkiej aktywności umysłowej. Umysł czwarty jest to natomiast samo myślenie rozumiane jako proces myślenia, umysł logiki, dzięki któremu człowiek może poznawać przyrodę i budować dowody. Wyraz umysłu czwartego Al-Kindi widzi także (a nawet zwłaszcza) w działalności proroków, jako że są oni inspirowani przez Allaha, więc pozwala mu to uznać działalność proroków za filozoficzną, przypisać jej charakter filozofii pierwszej, inspirowanej przez Boga. Zrównanie działalności proroków i filozofii pierwszej ma pomóc Al-Kindiemu odpierać ataki ortodoksji muzułmańskiej, a zarazem pomóc mu godzić rozum i wiarę.  
W metafizyce Al-Kindi zajmuje nieco inne stanowisko, niż zajmował Arystoteles. Uznając materię za to, co pierwotne, podłoże formy, ruchu, przestrzeni i czasu oraz to, bez czego żadne formy nie mogłyby istnieć ani nawet dać się pomyśleć, Al-Kindi odrzuca Arystotelesowskie rozumienie materii jako czystej potencjalności, przypisując jej aktualność. Aktualność materii jest źródłem form, a formy stanowią jedynie przejawy wspólnego materialnego podłoża. Al-Kindi na podstawie tej koncepcji materii i Arystotelesowskiej koncepcji Pierwszego Poruszyciela przypisuje jej odwieczność, odmawia jednak wieczności. Materia jako podłoże wszystkiego, co istnieje, musi być odwieczna, jednak jako że jej manifestacje podlegają przyczynowym uwarunkowaniom i jako skończona, sama musi mieć swój początek, którym jest właśnie Nieruchomy Poruszyciel, Bóg.  

##### Al-Farabi
Al-Farabi (Abu Nasr Muhammad ibn Muhammad ibn Tarhan ibn Uzlugh al-Farabi, 870-950) bardzo rozwinął filozofię muzułmańską, można powiedzieć, że dopiero on stworzył jej podstawy. Arabowie nazwali go „Drugim Nauczycielem” (pierwszym jest Arystoteles) – nawet Awicenna przyznał, że tylko dzięki komentarzowi Al-Farabiego mógł pojąć Metafizykę. Większość informacji o życiu Al-Farabiego jest bardzo niepewna – urodził się w Turkiestanie jako syn naczelnika twierdzy Wasiga, z pochodzenia był Turkutem, być może Persem. Uczył się wpierw w Iranie, a od 25. roku życia w Bagdadzie, gdzie spędzić miał około 40 lat życia. Poznał tam język arabski, podstawy filozofii i logikę – jego nauczycielem był sławny chrześcijański lekarz, filozof i komentator Arystotelesa Abu Biszr Matta ibn Junus. Zapoznał się także z pismami Porfiriusza i całą późną filozofią grecką oraz z działalnością ośrodka matematyczno-astronomicznego w Harranie, zwłaszcza z działalnością jego głównego przedstawiciela, filozofa Juhanny ibn Hajlana. Musiał wraz z uczniami opuścić Bagdad na skutek ataku muzułmańskiej ortodoksji i ismailitów. Udał się wpierw do Aleppo, następnie do Damaszku, gdzie spędził ostatnie lata życia i gdzie zmarł. W życiu prywatnym był człowiekiem wyciszonym i skromnym, zainteresowanym muzyką i poezją, prowadzącym ascetyczny tryb życia, chętnie przebywającym wśród uczniów. Był bardziej ustępliwy w stosunku do ortodoksji muzułmańskiej niż Al-Kindi – mimo głębokiej znajomości Arystotelesa, pomijał często wyrażanie explicite poglądów arystotelejskich, opierając się bardziej na religijnej Teologii Arystotelesa. Jest to jedna z przyczyn faktu, że filozofia Al-Farabiego ma charakter mieszany, arystotelesowsko-platoński, i tego, że podejmował próby godzenia i syntezy neoplatonizmu i arystotelizmu oraz neoplatonizmu z islamem.  
W Bagdadzie powstała większość dzieł Al-Farabiego. Najobszerniejszą, obejmującą 191 pozycji ich listę utworzył w 1950 turecki uczony Ahmed Atesza. Polski arabista Józef Bielawski dokonał systematyzacji pism Al-Farabiego, dzieląc je na pięć grup: pisma logiczne, pisma etyczne i polityczne, pisma ogólnofilozoficzne i metafizyczne, pisma o Platonie i Arystotelesie oraz pisma matematyczne, astrologiczne, alchemiczne, muzyczne i inne. Szczególne znaczenie dla filozofii ma stanowiąca pewnego rodzaju podsumowanie poglądów filozoficznych Al-Farabiego jego encyklopedia nauk filozoficznych, Kitab ihsa al-ulum (Wyliczenie nauk), znana filozofii średniowiecznej Zachodu w przekładzie Gerarda z Kremony Liber de scientiis. W języku polskim dostępne są tłumaczone przez Józefa Bielawskiego platonizujące dzieła polityczne Al-Farabiego, Kitab fi mabadi ara ahl-madina al fadila (Państwo doskonałe) i Kitab as-sijasa al-madanijja (Polityka).  
Inaczej niż w przypadku Al-Kindiego, działalność Al-Farabiego ma charakter o wiele bardziej filozoficzny niż przyrodniczy. Uchodził za najwybitniejszego znawcę filozofii greckiej wśród filozofów muzułmańskich. Mniej niż Al-Kindi koncentrował się na próbach uzasadnienia wiedzy faktograficznej za pomocą logiki i metafizyki oraz na próbach uzgodnienia ich z religią objawioną, a bardziej pragnął uprawiać je w postaci czystej, dla nich samych. Za naczelne zadanie postawił sobie udoskonalenie metody zdobywania wiedzy za pomocą logiki. W Wyliczeniu nauk Al-Farabi przedstawił muzułmańską koncepcję stosunku filozofii i nauki, przejawiającą się w systemie klasyfikacji nauk. Podzielił całość wiedzy na pięć części: naukę o języku, logikę, matematykę (w tym geometrię, optykę, astronomię, geografię, muzykę), fizykę i metafizykę oraz politykę, prawo i teologię. Jego encyklopedia stanowi więc sumę całej wiedzy dostępnej za czasów Al-Farabiego świata islamskiemu, a właśnie poszukiwanie wiedzy samej dla siebie uznał Al-Farabi za naczelne zadanie filozofii. Al-Farabi uznając, że istnieje tylko jedna prawda i tylko jedna prawdziwa wiedza filozoficzna, twierdził, że prawda ta przenika w jednym stopniu wszystkie dziedziny wiedzy.  
Z tej koncepcji prawdy wywodzi się koncepcja stosunku filozofii do teologii Al-Farabiego, zbliżająca go do mutazylitów. W perspektywie ostatecznej, jednej prawdy różnica między teologią a filozofią jest pozorna. Różne są tylko drogi dochodzenia do prawdy w filozofii i w teologii – w pierwszej drogą jest rozum, w drugiej intuicja. Podobnie jak mutazylici (od których przejął wiele poglądów w tej dziedzinie) Al-Farabi próbował więc godzić filozofię i teologię – próby te nie zadowalały jednak muzułmańskiej ortodoksji, jako eklektyczne i mogące zawierać w sobie wiele sprzeczności.  

##### Bracia czystości
Bracia czystości (Ichwan as-safa) to tajny związek religijny powstały w Basrze w IX w., który wkrótce swoim zasięgiem objął także Bagdad. Związek był zamknięty, opierał się na systemie inicjacji o intelektualnym charakterze i stopni wtajemniczeń. Istniały cztery takie stopnie – „bracia czyści”, do 30. roku życia, dopiero rozpoczynali naukę; „bracia dobrzy”, do 40 roku życia, mający się wyróżniać życzliwością; „bracia szlachetni”, do 50. roku życia, mieli cechować się dobrą wolą i zajmować rządzeniem; „bracia mądrości i prawdy”, po 50. roku życia, mieli zajmować się sprawami ducha, uprawiać nauki i filozofię i cechować się zdolnością do pełnego mistycznego wglądu w treść Objawienia. Bracia uważali, że łączy ich „jedna dusza”, w związku z czym leżał na nich obowiązek wzajemnej troski, ścisłej współpracy i zachowywania emocjonalnej wspólnoty. Celem bractwa było poszukiwanie prawdy.  
Bracia uważali, że prawda jest podzielona na gałęzie – ani w żadnej dyscyplinie naukowej, ani nawet w żadnej religii nie może odnaleźć pełni prawdy. Dlatego też byli zwolennikami badań nad całokształtem wiedzy, na drodze których powstało dzieło encyklopedyczne, Traktaty braci czystości (Rasa'il Ichwan as-Safa) w 51 tomach, mające zawierać całość wiedzy. Dzieło to, oparte na źródłach indyjskich i perskich, ale także na Arystotelesie, Teologii Arystotelesa, Galenie, Ptolemeuszu, Al-Farabim i Al-Kindim.  

### Wpływ na średniowieczną filozofię Zachodu
Wpływ filozofii świata islamu na filozofię Zachodu w wiekach średnich jest szeroki – oprócz niezwykle ważnego dla jej rozwoju przywrócenia wielu pism starożytnych, obejmuje także recepcję wielu muzułmańskich koncepcji filozoficznych, chociaż często recepcja ta miała charakter burzliwej kontrowersji, jak w przypadku dyskusji nad poglądami Awerroesa i awerroizmem łacińskim. Bez pośrednictwa kultury muzułmańskiej większość starożytnych dzieł nie przetrwałaby kilku wieków upadku społecznego po upadkiem cesarstwa zachodniorzymskiego.  
Szczególnym przełomem w filozofii Zachodu był dokonany pod wpływem recepcji myśli islamskiej zwrot od wczesnośredniowiecznego i XII-wiecznego platonizmu i augustynizmu, w którym przejawiał się często fideizm, do racjonalizmu arystotelesowskiego pozwalającego na stworzenie wielkich sum Alberta Wielkiego i Tomasza z Akwinu, na wieki systematyzujących teologię katolicką w arystotelesowskim duchu i stanowiących jeden z większych przełomów w kulturze Zachodu, pozwalający znacznie przyspieszyć jej rozwój intelektualny i naukowo-techniczny. Wpływ ten jednak zaczął się dość późno – obejmuje przede wszystkim wiek XIII. Wcześniejsze kontakty Zachodu z islamem nie miały intelektualnego charakteru, a te kontakty intelektualne, które już przedtem istniały, miały charakter przygodny i raczej powierzchowny. Ponadto tyczyły się mniej filozofii, a bardziej nauk szczegółowych. Należy tu wymienić Gerbera z Aurillac (ok. 945-1003), autora ksiąg Geometria i Liber de astrolabio, któremu przypisuje się wprowadzenie na Zachodzie cyfr arabskich; Konstantyna Afrykańczyka (ok. 1020-1087), poliglotę i lekarza, pierwszego tłumacza pism arabskich na łacinę, zwłaszcza pism medycznych Rhazesa, które przyczyniły się do bujnego rozwoju wiedzy medycznej w szkole w Salerno i Montpellier; Adelarda z Bath, który znał dobrze nauki przyrodnicze i przetłumaczył na łacinę Elementy Euklidesa, aż do XIX wieku stanowiącą główny podręcznik matematyki. Herman z Karyntii i Robert z Chester przetłumaczyli na łacinę Ptolemeusza i Koran.  
Szczególne miejsce w udostępnianiu dzieł arabskich łacińskiemu Zachodowi miały ośrodki w Hiszpanii. Już w X w. zaczęto tłumaczyć je na łacinę na północy Hiszpanii (np. w klasztorze Santa María de Ripoll. Przełomem było zdobycie Toledo przez chrześcijan w 1085 – ilość przekładów w wieku XII znacznie się zwiększyła, a Rajmund z Toledo (1126-1151) założył tam specjalną szkołę tłumaczy, na której czele stanął Dominik Gundissalvi. W szkole tej działali m.in. Jan Hiszpan, Gerard z Kremony, Platon z Tivoli i Anglicy Daniel z Morley i Roger z Hereford. W tym okresie największe znaczenie miała działalność translatorska Gerarda z Kremony, który prócz tekstów przyrodniczych i medycznych tłumaczył pisma Arystotelesa (Analityki wtóre, Fizykę, część dzieł przyrodniczych oraz część Metafizyki) i mylnie przypisywane wtedy Arystotelesowi fragmenty dzieł Proklosa. W XII-wiecznym Toledo tłumaczono też samych filozofów muzułmańskich (Al-Ghazalego, Al-Farabiego, Al-Kindiego, Awicennę, a w okresie późniejszym także Awerroesa) – tu także najbardziej istotne były prace Gerarda z Kremony. Szkoła w Toledo kontynuowała działalność także później, w końcu wieku XII i wieku XIII. Działali w niej wtedy Alfred Anglik (zm. ok. 1220), Michał Scottus (zm. ok. 1235), Hermann Alemannus (zm. ok. 1272), Bartłomiej z Messyny (zm. ok. 1266) i nieznany bliżej franciszkanin Piotr Callego (zm. ok. 1267). To oni przełożyli na łacinę pisma Awerroesa, zwłaszcza jego komentarze do Arystotelesa.  
Drugim obok Toledo ośrodkiem studiów nad myślą islamską był Neapol. Cesarz rzymski Fryderyk II, który sam posiadał dobrą znajomość arabskiej literatury i którego nie ograniczała katolicka ortodoksja założył w Neapolu w 1224 Nową Akademię. Działali w niej uczeni toledańscy, Michał Scottus i Hermann Alemannus. Z Neapolu znajomość filozofii Arystotelesa rozprzestrzeniła się nie tylko w całym świecie zachodnim (to tutaj w młodości poznał ją Tomasz z Akwinu), ale i wśród zamieszkujących Zachód Żydów. Innymi ważnymi przekładami był przekład Teologii Arystotelesa nieznanego bliżej kleryka Filipa pochodzący z XIII wieku (dzieło to wywarło duży wpływ na filozofię Zachodu, choć mniejszy niż na filozofię muzułmańską) a szczególnie monumentalny przekład całości pism Arystotelesa dokonany przez Wilhelma z Moerbeke (ok. 1215-1286). Wilhelm z Moerbeke dokonał uporządkowania i systematyzacji już istniejących przekładów, a nieistniejące (w tym wszystkie pisma nieznane Arabom) przekłady uzupełnił. Przekłady te odznaczają się wyższym poziomem niż przekłady starsze – częściowo inspirowane przez Tomasza z Akwinu, umożliwiły mu głębsze poznanie filozofii Arystotelesa, niezbędne do budowy całego jego gmachu filozoficznego.  

## Nowożytna filozofia świata islamu

### Zmierzch filozofii sunnickiej i dalszy rozwój szyickiej
Awerroes był ostatnim wielkim filozofem sunnickim. Myśl Ibn Chalduna (1332-1406), który był przede wszystkim filozofem dziejów, ma już nieco inny charakter. Innym późnym nurtem filozoficznym w islamie jest sadilijja, ruch derwiszów nawiązujących do działalności Al-Sadiliego. Między Ibn Chaldunem a połową wieku XIX filozofia na terenach sunnickich nie istnieje, a nawet same wzmianki i opinie o niej są bardzo nieliczne i prawie zawsze nieprzychylne (wyjątkiem jest Ibn Chaldun, uznawany za historyka). Istnieją wprawdzie różnego rodzaju komentarze i spisy dzieł pochodzące z tego okresu, mają one jednak charakter kompilacyjny i wtórny. Boga. Nauczanie w tym okresie ogranicza się do prawa i tradycji – wykłada się Koran i teologię, zwłaszcza w interpretacji aszaryzmu. Przyczyną tego stanu rzeczy jest to, że po upadku muzułmańskich państw na Półwyspie Iberyjskim i dokonanych przez Mongołów zniszczeniach na Wschodzie nie było już miejsca dla żywej myśli filozoficznej, rozwinął się natomiast typowy dla muzułmańskiej umysłowości fatalizm, przekonanie, że wszystko zostało dokonane już przez Boga, dzieje się wyłącznie z jego woli, więc że nie jest możliwy jakiś dalszy postęp w świecie ludzkim.  
W Iranie filozofia nie upadła całkowicie i stopniowo odżywała, osiągając kolejny szczyt rozwoju za panowania Safawidów. Jeszcze w XIII, XIV i XV w. rozwijały się w niej nowe tendencje filozoficzne, głównie gnostyckie, ezoteryczne i mistyczne oraz neoplatońskie. Szyizm zawsze otwarty był na te różnorodne prądy, które tworzyły w nim różnego rodzaju syntezy. Gnostycyzm reprezentowali przede wszystkim Šohrazūrī, Ibn Kammuna i Kutb ad-Din al-Szirazi, interpretatorzy Suhrawardiego. Pod wpływem Ibn Arabiego znajdowała się natomiast mistyka szyicka (tašawwūf). Wszystkie te tendencje występowały w synkretycznej myśli przygotowujących odrodzenie safawidzkie, do których należą ‘Alā al-Dawl Simnāni (XIV w.),  
Hajdar al-Amuli (XIV w.) i Sa'id ad-Din Ali Turki al-Isfahani.

## Filozofia muzułmańska w XX wieku

### Socjalizm arabski
Termin „socjalizm arabski” był w czasie zimnej wojny bardzo rozpowszechniony i czynnie propagowany przez władze wielu krajów arabskich, jest on jednak dość luźnym i niedookreślonym konglomeratem idei.  

### Marksizm
Marksizm w świecie islamu powstał na skutek recepcji myśli europejskiej – w dużym stopniu na tle zacofania gospodarczego i społecznego wielu krajów muzułmańskich, a także ich współpracy politycznej z ZSRR w czasie zimnej wojny. Prócz europejskich zapożyczeń ma także pewne cechy oryginalne – np. próbuje opierać materializm dialektyczny na specyficznie zinterpretowanej filozofii Ibn Chalduna. Zgodnie z panującym w historiografii marksistowskiej paradygmacie, odnosi się do tradycji klasycznej próbując odnajdywać w niej elementy materialistyczne, dialektyczne i „postępowe”, zarazem krytykując w niej motywy, które uznaje za „reakcyjne”. Ze względu na sytuację polityczną szczególnie akcentuje obecne w myśli lewicowej aspekty antyimperialne, antykolonialne, antyamerykańskie, antysyjonistyczne itp. Rozpowszechniony w czasie zimnej wojny, obecnie ma mniejsze znaczenie.  
Już pod koniec XIX wieku powstawały pierwsze organizacje komunistyczne w Egipcie. Jednym z pierwszych znaczniejszych marksistów świata islamu był Sultan Galijew, który związał się już z rewolucją październikową w Rosji – jest on jednak w świecie islamskim mało znany. Działalność polityczna komunistów była zresztą w świecie islamskim bardziej rozpowszechniona niż myśl marksistowska, zwłaszcza w początkowym okresie. Do znanych marksistów świata islamu należą m.in. profesor filozofii w uniwersytecie w Kairze Atif al-Iraki (ur. 1935), Samir Amin, Albert Hourani, Salan ud-Din Bitar, Salam Musa, Afif al-Bahsi, autora książki Wprowadzenie do socjalizmu arabskiego  (1957), reprezentanci tzw. „marksizmu humanistycznego” Razzaz i Abd al-Mu'min al-Sawi, autor książki O doktrynie socjalistycznej Abd al-Kadir Hatim, Raif el-Huri (1911-1966), Mahmud Amin al-Alim, libański psycholog Halim Barakat, Sadik Dżalal al-Azma, tłumacz dzieł Hồ Chí Minha Sargun Bulus i Irańczyk Chosrou Sakiri. Samir Amin (ur. 1931) przez pewien czas był członkiem Francuskiej Partii Komunistycznej, następnie jednak zbliżył się do maoizmu, wywierając nawet wpływ na poglądy Czerwonych Khmerów. Działał społecznie i pisał liczne prace o „zacofaniu społeczno gospodarczym” krajów Trzeciego Świata, zwłaszcza Afryki. Albert Habib Hourani (1915-1993), autor znanych prac A History of the Arab Peoples (przekł. pol. Historia Arabów, 2002), Arabic Thought in the Liberal Age 1789-1939 był mieszkającym od dzieciństwa na Zachodzie historykiem idei. Salam Musa (1887-1958) był pisarzem, z pochodzenia koptyjskim chrześcijaninem, autorem autobiografii Tarbiyat Salam Musa [Edukacja Salama Musy]. Przeciwstawiając się brytyjskiemu panowaniu w Egipcie i ubóstwu tego kraju, w czasie podróży po Francji i Wielkiej Brytanii przejął się marksizmem umiarkowanym typu (zbliżonym do fabianizmu), a także poglądami H.G Wellsa, G.B Shawa i Sigmunda Freuda – nawiązując do koncepcji europejskiego oświecenia chciał indywidualnego oświecenia dla siebie i oświecenia dla swojego kraju, możliwości rozwoju Egiptu i drogi do jego niepodległości upatrując w racjonalizmie, sekularyzacji, tzw. światopoglądzie naukowym i socjalizmie. Syryjski socjolog Sadik Dżalal al-Azm (ur. 1937), mieszkający w Damaszku, Bejrucie i Stanach Zjednoczonych, związany jest z marksizmem leninowskim. Jest krytykiem polityki Stanów Zjednoczonych i Izraela. W znanej pracy Self-Criticism After the Defeat nawołuje do poszukiwania słabości politycznej świata arabskiego, wierząc, że problemy polityczne (w tym problem Palestyny) mogą być rozwiązane dopiero po rozwiązaniu problemów społecznych krajów arabskich i potępiając reprezentowany przez przywódców świata muzułmańskiego fatalizm ukształtowany na gruncie religijnym. W Critique of Religious Thought (1969) podejmuje marksistowską krytykę islamu, wymierzoną zwłaszcza w przywódców religijnych.  
Największe znaczenie spośród marksistów świata islamu miał jednak wywodzący się z tradycji szyickiej Libańczyk Husayn Muruwwa (1910-1987), który podjął próbę analizy całokształtu problemów społecznych, politycznych i ekonomicznych świata arabskiego z punktu widzenia marksizmu. Jednocześnie jego prace miały być próbą interpretacji i krytyki klasycznej filozofii muzułmańskiej z punktu widzenia marksizmu, zwłaszcza znalezienia w niej elementów materialistycznych i dialektycznych. Kształcił się w An-Nadżaf, w 1956 wstąpił do partii komunistycznej w Libanie, w 1987 został zamordowany w Bejrucie. Głosił uniwersalizm kulturowy próbując odpowiedzieć na pytanie o miejsce kultury muzułmańskiej na tle kultury światowej którą uznawał za całość, zarazem z tego samego punktu widzenia krytykował Marksa i Engelsa za niedostateczne naświetlenie problemów świata islamskiego – to, że uznali oni świat islamski za część „azjatyckiej formacji gospodarczej” uznał za wynik jej niedostatecznej znajomości, zaprzeczając przy tym, że antagonizm miejskiej i beduińskiej kultury arabskiej ma charakter klasowy i wysuwając twierdzenie, że są one raczej komplementarne niż antagonistyczne.  